# Seiche à grandes mains
Espèce
La seiche à grandes mains (Sepia latimanus) est une espèce de mollusques céphalopodes de l'ordre des Sepiida des eaux tropicales du bassin Indo-Pacifique.
Cette grande seiche mesure de 45 à 50 cm. Elle vit dans les récifs coralliens où elle mange poissons, crabes et crevettes.

## Galerie

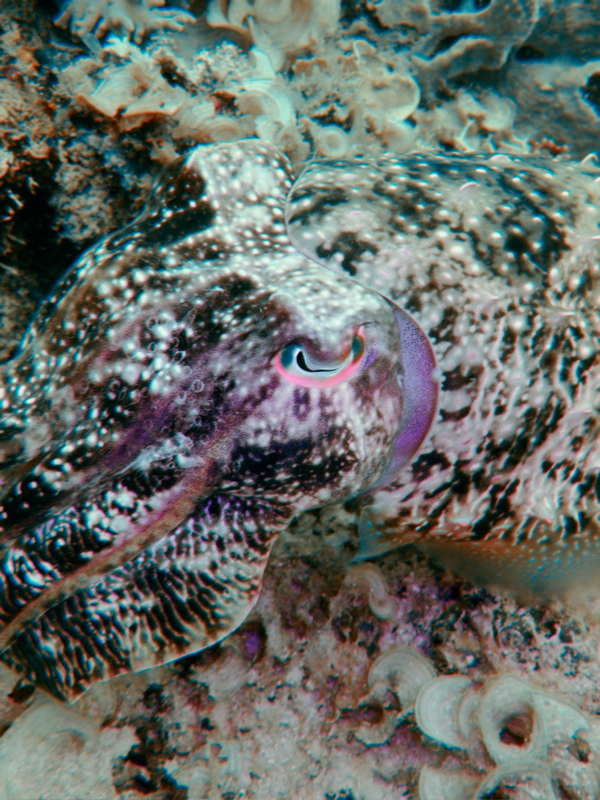
Seiche à grandes mains de l'île de Sipadan, Malaisie
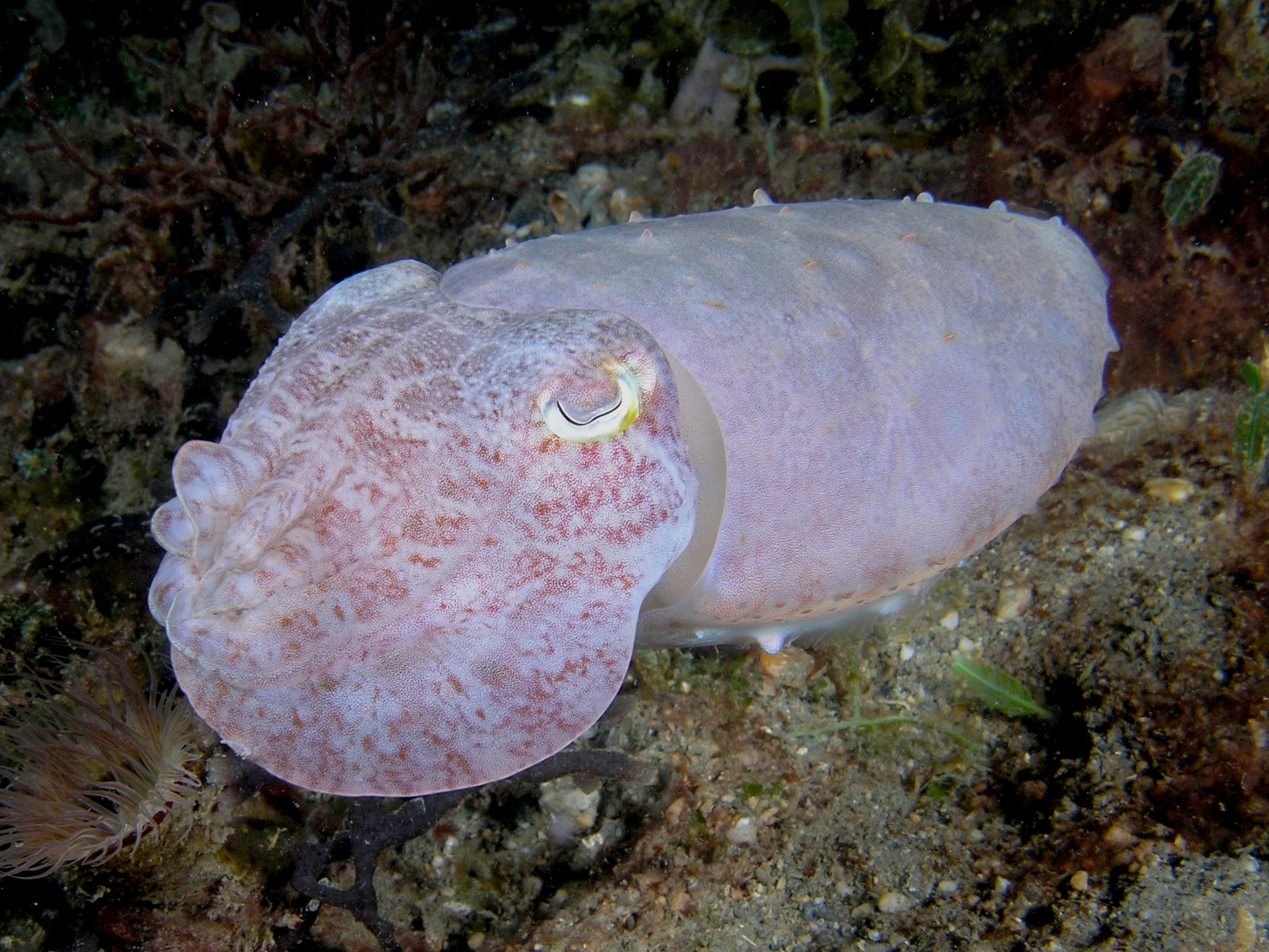
Seiche à grandes mains de couleur blanche